# Józef Zelkowicz
Józef Zelkowicz (heb. זלקוביץ יוסף, ur. 1897 w Konstantynowie Łódzkim, zm. we wrześniu 1944 w Auschwitz-Birkenau) – publicysta i archiwista getta łódzkiego.

## Życiorys
Zelkowicz urodził się w zamożnej rodzinie chasydzkiej. W dzieciństwie uczęszczał do jesziw w Koźminku i w Błaszkach. W wieku 18 lat otrzymał tytuł rabina, jednak nie obejmując tego stanowiska. Podczas I wojny światowej zajmował się handlem w Błaszkach, uczęszczał też do seminarium nauczycielskiego, które ukończył by następnie zostać nauczycielem w szkole w Lutomiersku.
W 1920 zadebiutował literacko w czasopiśmie „Żołnierz Polski” oraz pełnił służbę w polskiej armii, walcząc w wojnie polsko-bolszewickiej. W 1922 przeniósł się do Łodzi, gdzie podjął pracę buchaltera. Ponadto pod wpływem Mosze Bordersona zaczął publikować w językach żydowskich. Jego oficjalny debiut w jidysz miał miejsce w 1925, kiedy to pisywał opowiadania, humoreski, obrazki i reportaże w „Najer Folksblat”, „Łodzier Togblat”, „Lodżer Weker”, „Lodżer Arbeter”, „Naje Folkscajtung”, „Arbeter Cajtung”, „Der Moment”, „Unzer Ekspres” oraz „Literarisze Bleter”, a także w zagranicznych: „Forverts”, „Morgen Żurnal”, „Amerikaner” oraz „Keneder Odler”.
Ponadto pracował jako reżyser w kole teatralnym założonym przy łódzkiej siedzibie partii folkistowskiej, gdzie wystawiał sztuki Icchoka Pereca. Pisał również teksty dla łódzkiego teatru małych form Ararat, założonego przez M. Bordersona oraz warszawskiego teatru Azazel. Został członkiem korespondencyjnym YIVO, dla której przygotował około 50 tys. haseł związanych materiałami dotyczących specyfiki żydowskich gmin, w tym związane ze specyfiką łódzkiej odmiany języka jidysz, które również wykorzystał do tworzenia haseł Encyklopedii getta. W 1936 został współzałożycielem koła naukowego w ramach Łódzkiego Towarzystwa Przyjaciół Żydowskiego Instytutu Naukowego w Wilnie, którego był sekretarzem i w ramach którego prowadził badania nad folklorem i w 1938 w wydanym przez koło tomie historyczno-etnograficznym „Lodżer Wisnszaftleche Szriftn” ukazały się 2 jego prace.
Po zajęciu Łodzi przez okupantów niemieckich w trakcie II wojny światowej i przeniesieniu Żydów do getta Zelkowicz podjął się dokumentacji losów społeczności zamkniętej w getcie. 15 listopada 1940 rozpoczął pracę w archiwum getta, od grudnia pracował także jako nauczyciel jidysz w gimnazjach. Od maja do grudnia 1941 wykładał na seminarium przygotowującym do prowadzenia zajęć szkolnych w jidysz, zaś od lutego 1943 odpowiadał za gromadzenie dokumentów archiwalnych. Przez krótki okres był kierownikiem archiwum. W okresie pobytu w getcie został sekretarzem, funkcjonującego od jesieni 1940 Jidisze Kultur Gezelszaft (Żydowskie Towarzystwo Kulturalne), w ramach którego zajmował się popularyzacją kultury żydowskiej, poprzez wygłaszanie referatów. Ponadto udzielał się w salonie literackim Miriam Ulinower, w którym artyści z getta prezentowali swoje utwory.
Po 1944 został deportowany do Auschwitz-Birkenau, gdzie został zamordowany we wrześniu 1944. Jego ostatnie notatki z getta pochodzą z czerwca 1944.

### Życie prywatne
Józef Zelkowicz miał żonę Sarę i syna Samuela, z którymi trafił do getta.

## Publikacje
Zelkowicz publikował liczne artykuły w prasie codziennej nt. obrzędowości i obyczajowości jidysz, lecz znaczna część jego artykułów zaginęła. Nieznane są losy kolekcji haseł przygotowanych przez Zelkowicza dla YIVO, monografie gmin żydowskich w Konstantynowie Łódzkim i Lutomiersku, a także jego książki Di judisze folks-medicin zapowiadanej na łamach „Najer Folksblat” w 1934. Szereg jego publikacji odnaleziono w ruinach powojennego getta.
Wśród jego bardziej znany publikacji można wyróżnić:
- Er tojt un zajne baglajt-momentn in der jidiszer etnografie un folklor (pol.Śmierć i elementy jej towarzyszące w żydowskiej etnografii i folklorze), „Lodżer Wisnszaftleche Szriftn”
- Bild funem jidysz – gezelszaftlechn lebn in a pojlisz sztetl in der 2er helft fun 19tn jorhundert (Obraz żydowskiego życia społecznego w polskim miasteczku w drugiej połowie XIX wieku), „Lodżer Wisnszaftleche Szriftn”
- Notatki z getta łódzkiego 1941-1944, Łódź 2016[2],
- Piszący te słowa jest pracownikiem gettowej instytucji… „Z dziennika” i inne pisma z łódzkiego getta, Warszawa 2019[3].